# Хатежинский сельсовет
Хате́жинский сельсовет (бел. Хаце́жынскі сельсавет) — административно-территориальная единица в западной части Минского района Минской области Республики Беларусь.
Административным центром сельсовета является агрогородок Хатежино. Система местного управления и самоуправления представлена сельским Советом депутатов, в состав которого избрано 11 депутатов.

## История
До начала 1971 года назывался Старосельским сельсоветом.
Решением Минского районного Совета депутатов от 17 февраля 2011 года № 103 деревня Хатежино преобразована в агрогородок.

## Географическое положение
В направлении с севера на юг Хатежинский сельсовет простирается на 17 км, с запада на восток — на 11 км. Граничит с Дзержинским районом, Щомыслицким, Ждановичским, Горанским сельсоветами Минского района. Территорию сельсовета пересекает река Птичь, проходит автомагистраль М6 Минск — Гродно.
Почвы на территории сельсовета преимущественно суглинки.

## Состав
Хатежинский сельсовет включает 16 населённых пунктов:
- Богушово — деревня.
- Васьковщина — деревня.
- Гаище — деревня.
- Головки — деревня.
- Дубенцы — деревня.
- Клюи — деревня.
- Козловка — деревня.
- Малашки — деревня.
- Новая Вёска — деревня.
- Ореховская — деревня.
- Пигасово — деревня.
- Птичь — деревня.
- Рыжики — деревня.
- Старое Село — деревня.
- Таборы — деревня.
- Хатежино — агрогородок[1].

## Население
По состоянию на 2018 год на территории сельсовета проживало 4216 человек, в том числе моложе трудоспособного возраста — 967 человек, трудоспособного возраста — 2559 человек, старше трудоспособного возраста — 690 человек.

## Инфраструктура
На территории сельсовета располагаются складские помещения, производственные предприятия разных форм собственности.
Медицинскую помощь жителям сельсовета оказывает Хатежинская амбулатория.
Воспитанием и образованием подрастающего поколения сельсовета занимаются ГУО «УПК детский сад-средняя школа д. Старое Село», Хатежинский детсад-ясли. Сеть учреждений культуры представлена 2 сельскими Домами культуры и 2 библиотеками в деревнях Старое Село и Хатежино.
Функционируют 2 отделения почтовой связи.
На территории сельсовета расположены 5 памятников жертвам фашизма и 1 гражданское кладбище.